# Heinz Macher
Heinz Macher (Chemnitz, Alemania; 31 de diciembre de 1919 - Schenefeld, Pinneberg; 21 de diciembre de 2001) fue un Sturmbannführer (mayor) de las  Waffen SS, altamente condecorado en el Frente Oriental y segundo ayudante personal del Reichsführer-SS, Himmler durante la Segunda Guerra Mundial.
Macher nació en el poblado de Chemnitz en 1919, se unió a las SS en 1940 y se incorporó al 3.er. Regimiento Panzergrenadiers SS Standarte Deustchland. Obtuvo la Cruz de Hierro de Primera Clase en marzo de 1942.
En 1943, obtuvo una condecoración de la Cruz de Caballero de la Cruz de Hierro por su valentía en la lucha cuerpo a cuerpo en el Frente Oriental, en 1944 se le concedió las Hojas de Roble de la Cruz de Caballero y un ascenso a Sturmbannführer.
Fue nombrado segundo ayudante de Himmler en 1944, seguido de Werner Grothmann.  En los inicios del colapso del nazismo, Macher por orden de Himmler, lideró un grupo de 15 hombres para ir al castillo de las SS en Wewelsburg con la misión de ocultar objetos de culto y veneración de la orden SS de uso esotérico y destruir archivos comprometedores para evitar que cayeran en manos de los aliados.  El hizo volar una torre principal del castillo e impidió a los bomberos que acudieran al lugar, ocultó miles de anillos de la calavera que conmemoraban a los hombres de las SS caídos en acción.
A fines de mayo de 1945, cuando el nazismo tocaba a su fin, Macher junto con Grothmann acompañaron a Himmler a Flensburg con la intención de incorporar a las SS en el nuevo gobierno de transcisión liderado por Karl Dönitz y Albert Speer;  pero fueron rechazados por lo que tuvieron que retirarse.  Fueron detenidos en las cercanías de Bremen disfrazados de gendarmes de Policía.  Himmler fue reconocido y separado de sus ayudantes, más tarde él se suicidó.  Macher fue llevado a un cuartel en Lübeck, revisado e interrogado.  Se desconocen los detalles de su encarcelamiento, juicio y posterior liberación.
Macher apareció públicamente en abril de 1966, junto a otros líderes de las SS en el funeral de Josef Dietrich portando las medallas del fenecido líder de las SS.
Heinz Macher falleció en el poblado de Schenefeld a solo 10 días para cumplir 82 años en el año 2001.